# 温山荘園

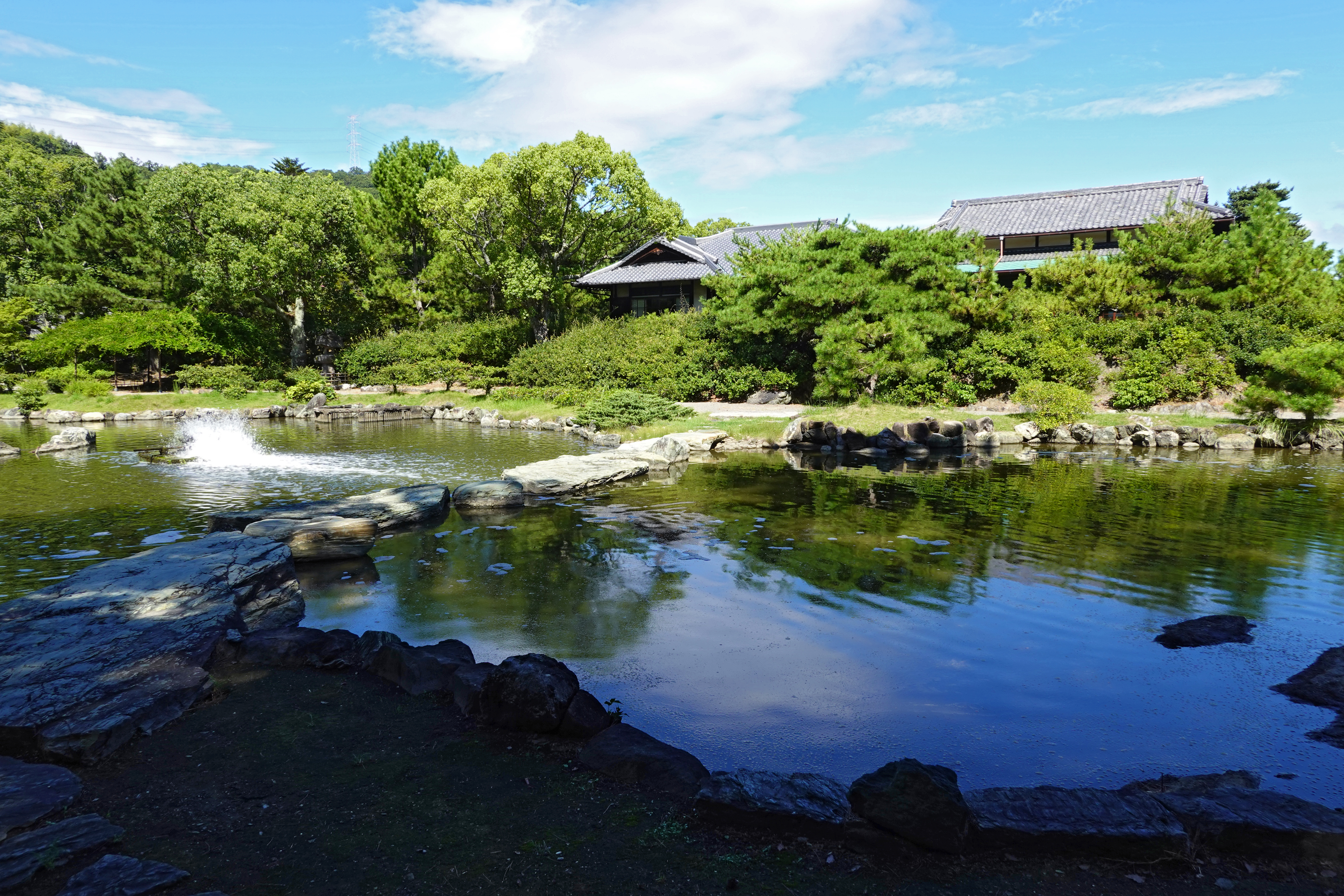
主屋「温山荘」（重要文化財）

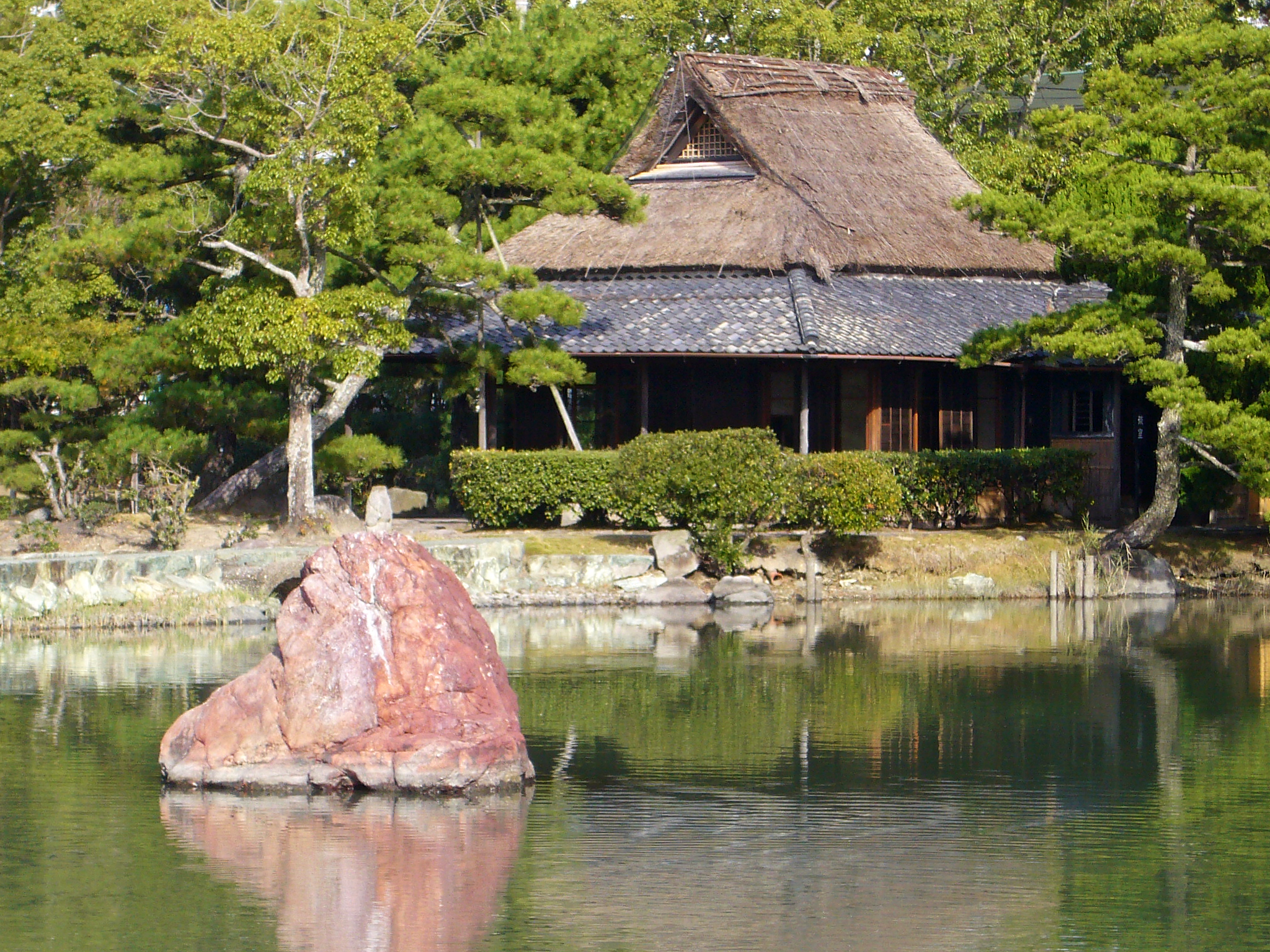
茶室「鏡花庵」（重要文化財）

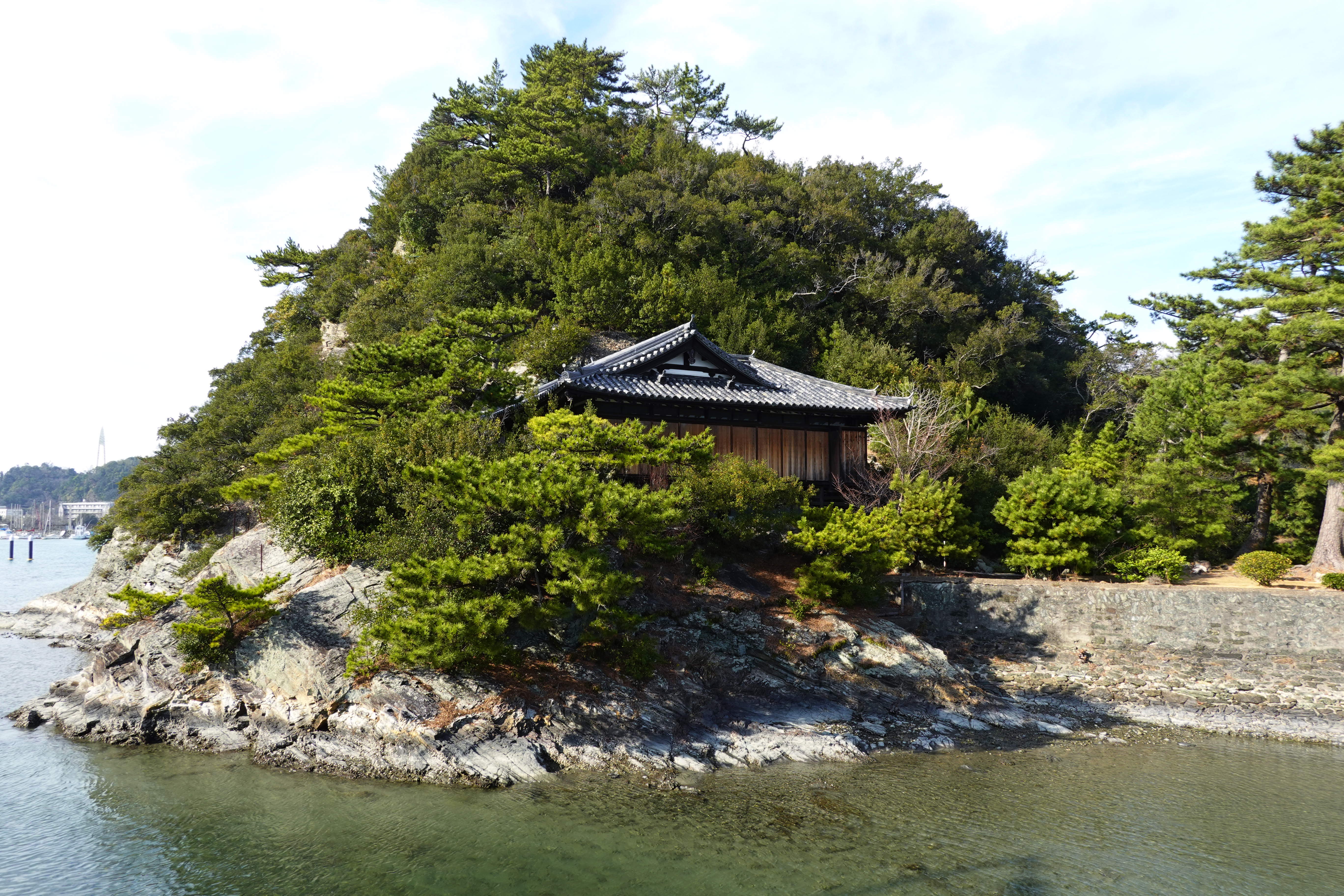
浜座敷（重要文化財）

琴ノ浦 温山荘園（ことのうら おんざんそうえん）は、和歌山県海南市にある日本庭園。国の名勝。

## 概要
大正初期から昭和初期にかけて、武者小路千家家元名代の木津聿斎（木津宗泉、木津宗詮）により作庭された潮入式池泉回遊庭園である。ニッタ創業者である新田長次郎の別荘庭園として作られたもので、面積は59,400平方メートルで日本全国で17位、個人庭園としては日本最大である。名称は新田の雅号である温山より帝国海軍元帥・東郷平八郎が命名した。紀州の名園として名高く皇族らがしばしば来訪し、随行した桂太郎、清浦奎吾、東郷平八郎、秋山好古らの扁額が主屋「温山荘」に掲げられている。
海から水を引くことで潮の干満に応じて水位が上下するという汐入りの池が主屋を中心に、3つ配され、その周囲に茶室や座敷が点在する。園内にあるトンネルを抜けると黒江湾を望むことができる。

## 文化財

### 名勝（国指定）
- 琴ノ浦温山荘庭園 - 面積 46,555平方メートル[1]

### 国の重要文化財建造物
琴ノ浦温山荘 3棟
- 主屋 - 木造平屋・地下1階建、建築面積279.26平方メートル、瓦葺、1915年築、木子七郎設計[2]
- 茶室「鏡花庵」 - 木造平屋建、茅葺及び瓦葺、1920年築、建築面積96.33平方メートル、木津聿斎（木津宗泉、木津宗詮）監修[3]
- 浜座敷 - 木造平屋建、瓦葺、1913年築、建築面積94.66平方メートル[4]

（以下は重要文化財の附（つけたり）指定）
- 伴待部屋 - 木造平屋建、銅板葺、1916年築
- 正門 - RC造、1929年築
- 北冠木門 - 木造、茅葺及び銅板葺、1916年頃築
- 西冠木門 - 木造、銅板葺、1916年頃築
- 中門 - 木造、銅板葺、1916年頃築
- 南冠木門 - 木造、銅板葺、1916年頃築

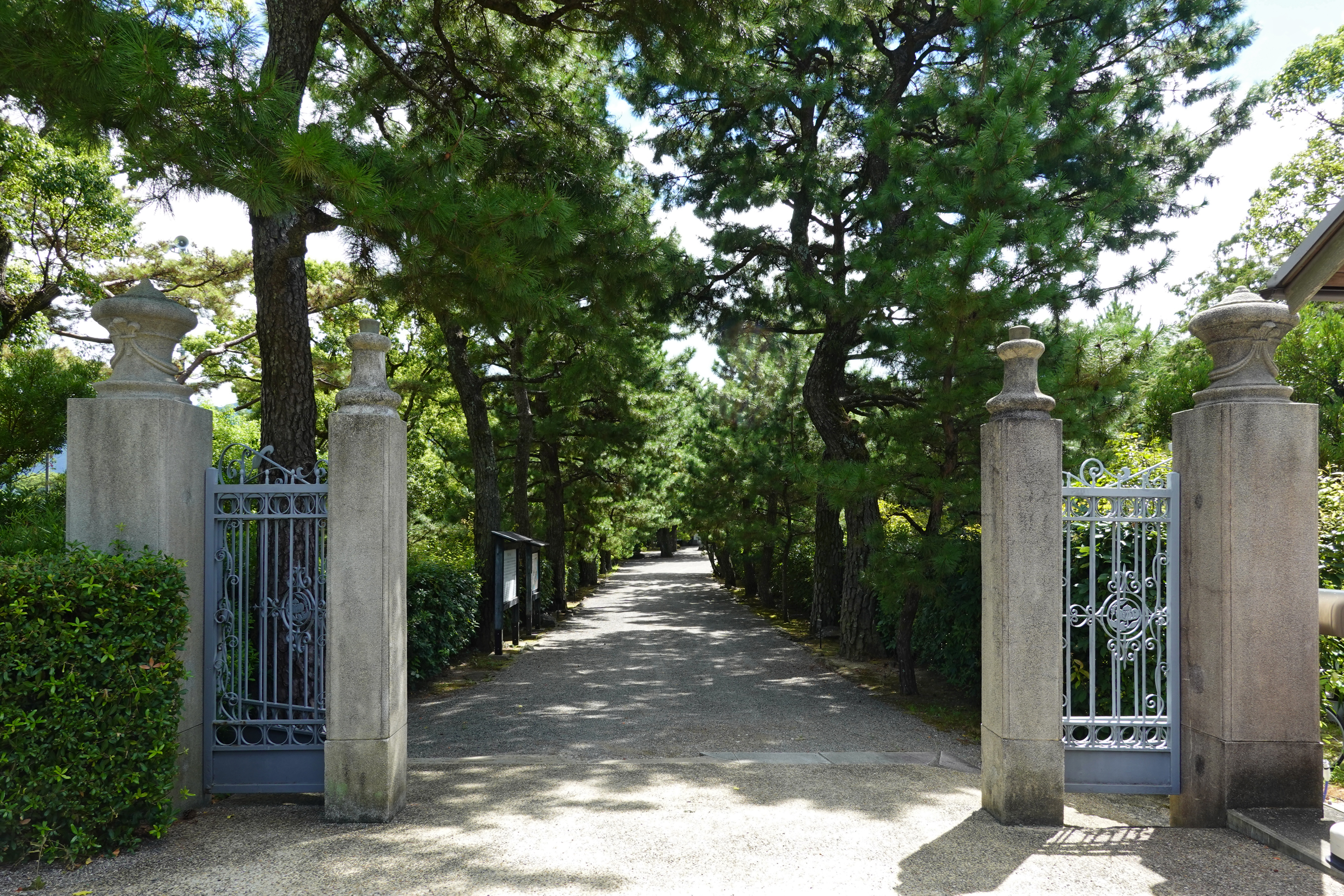
正門
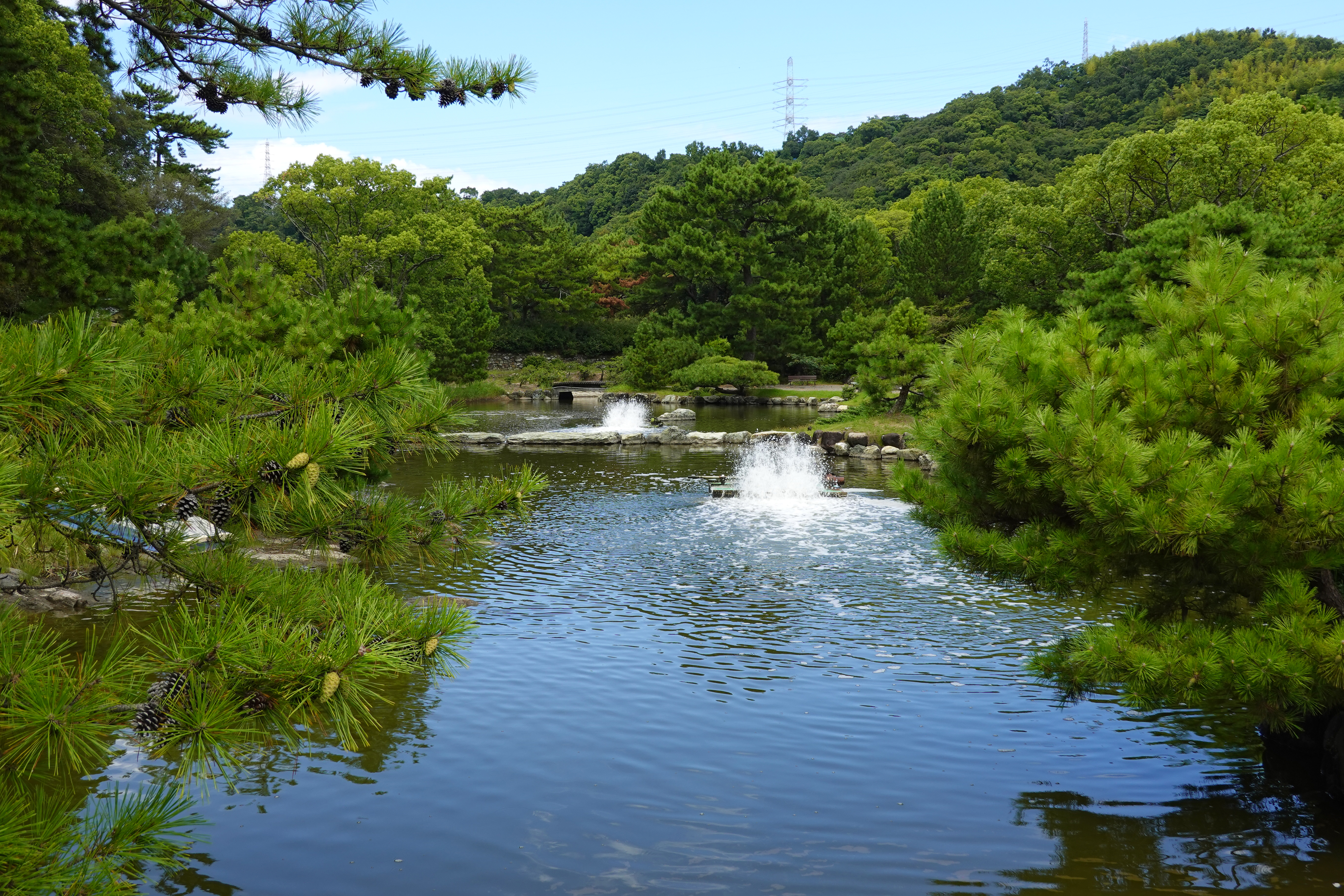
西池
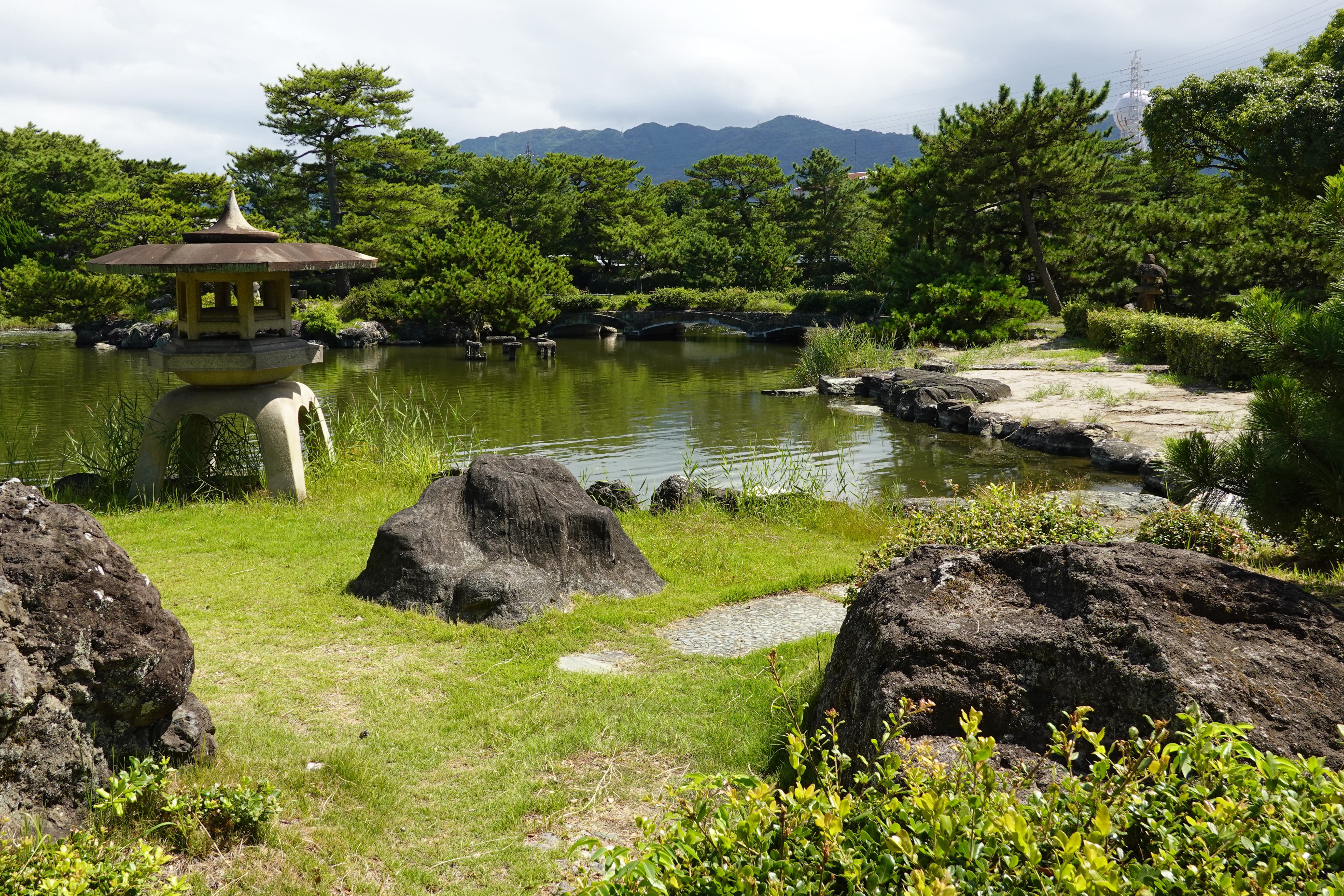
東池
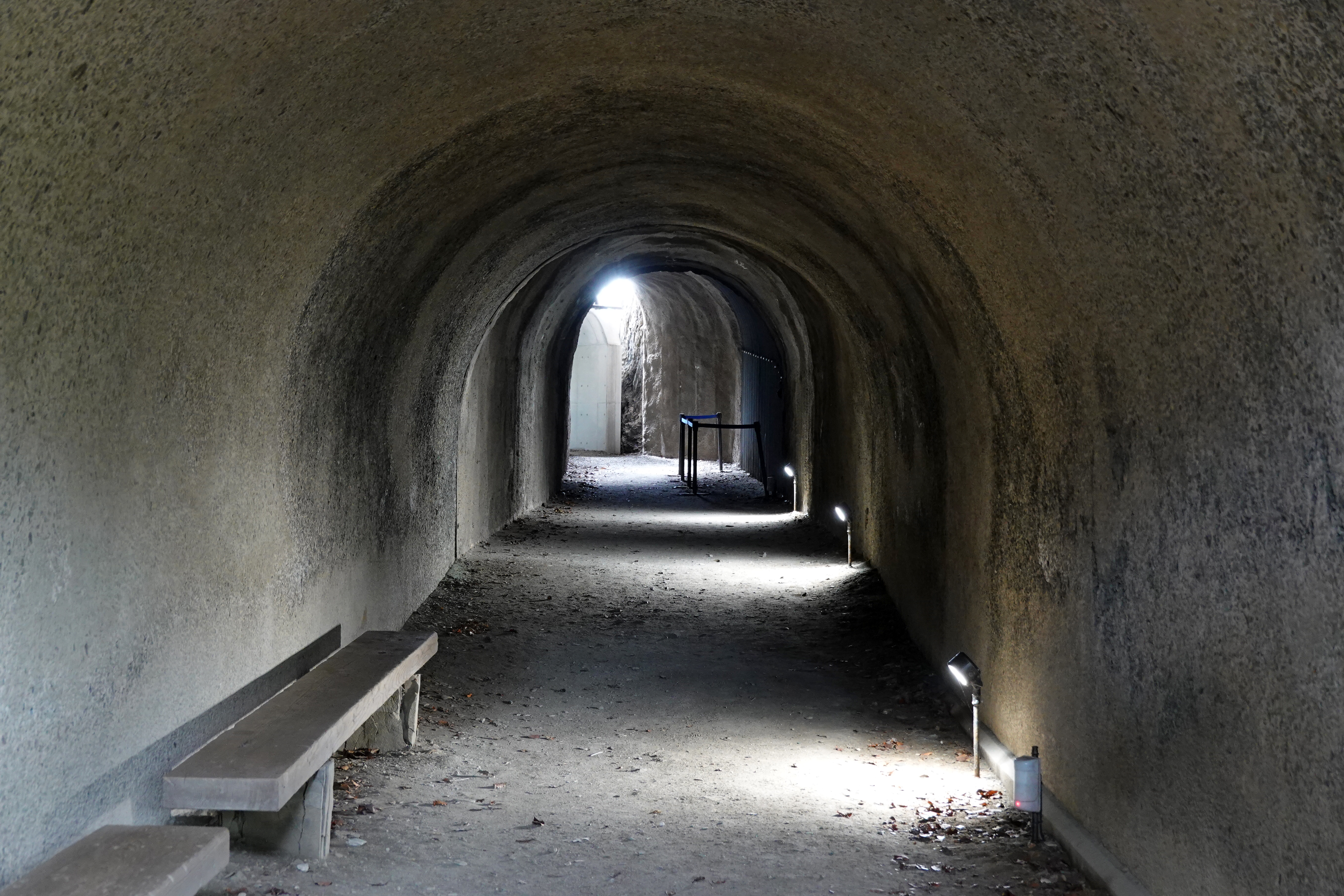
トンネル内部
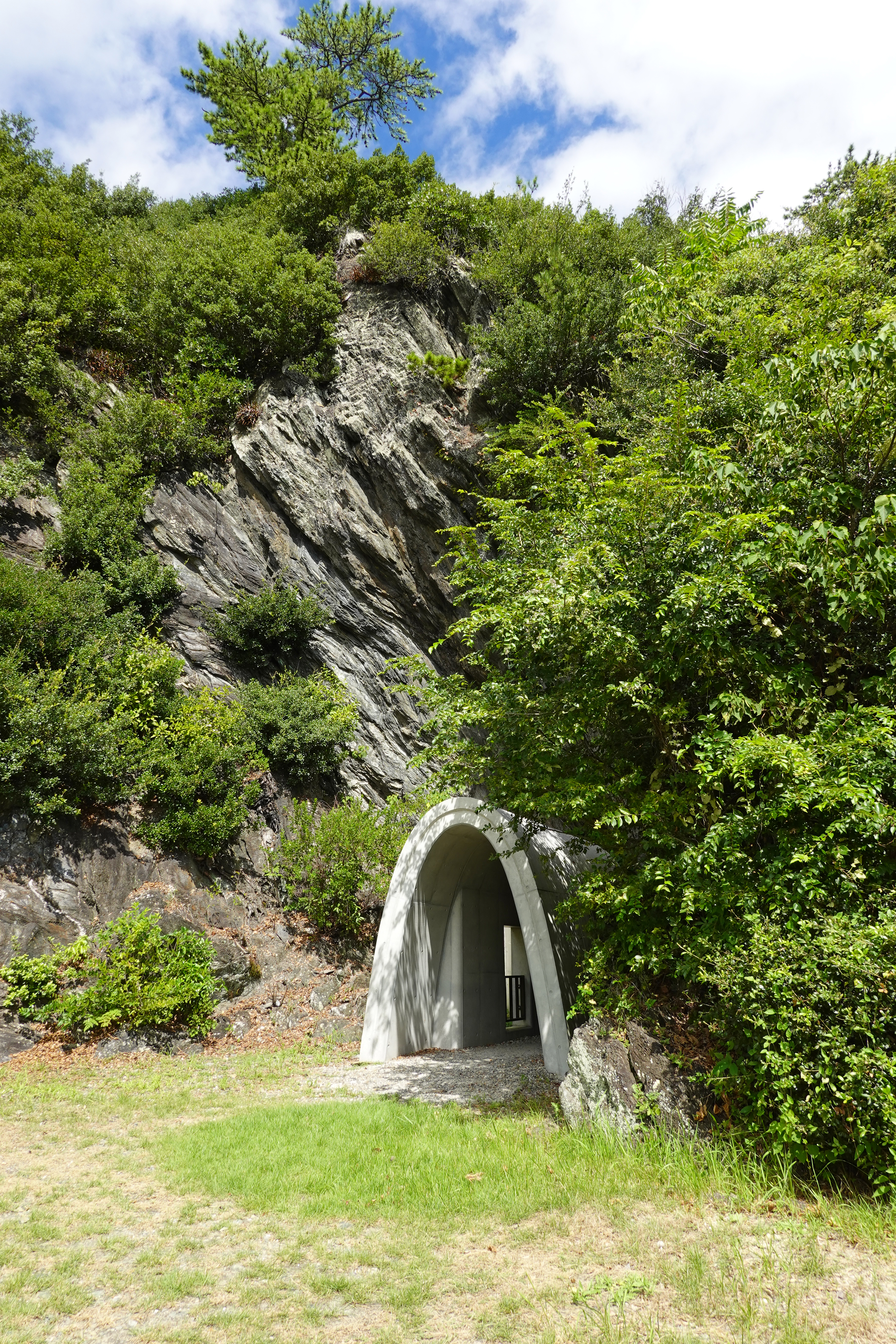
トンネル出口
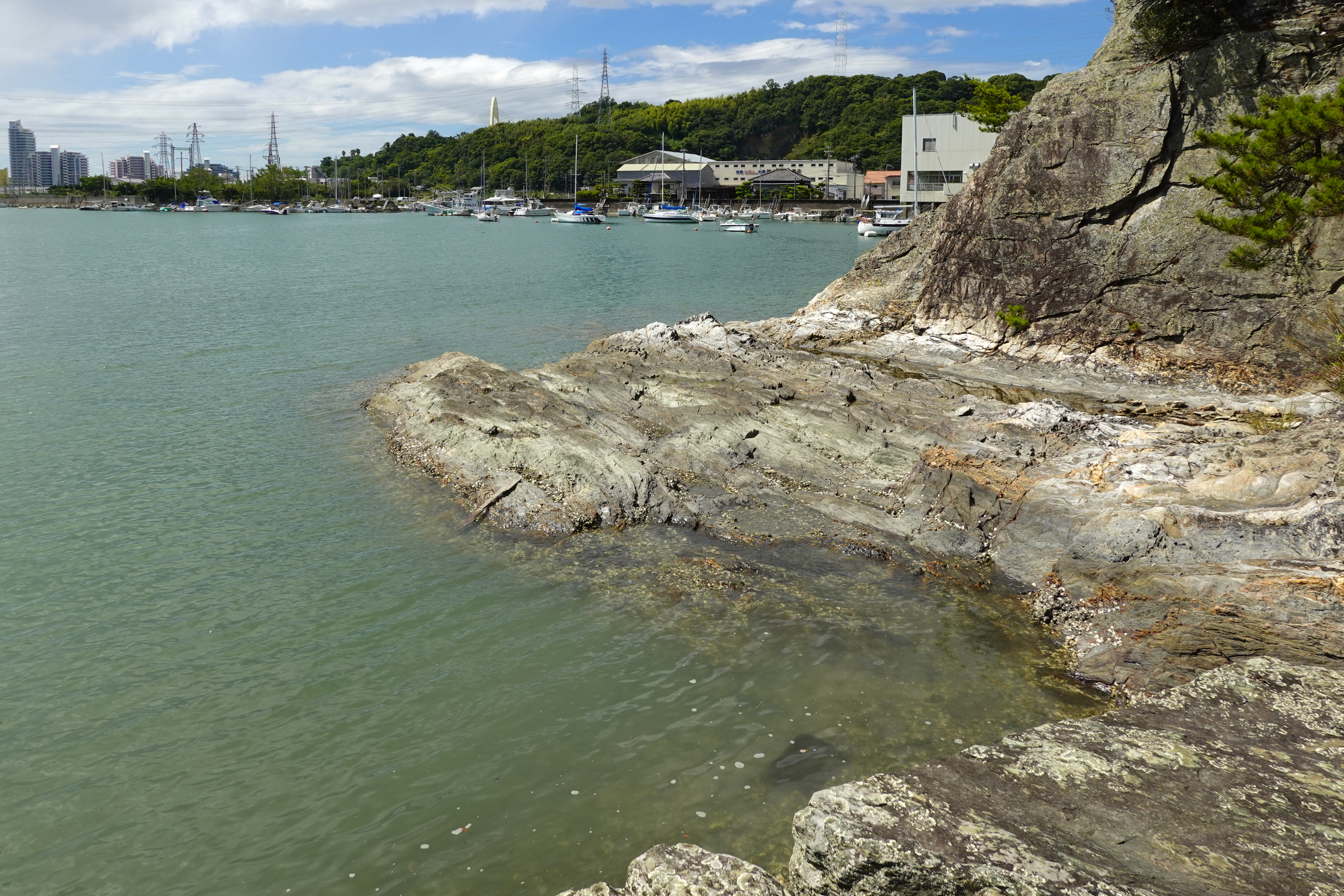
トンネル出口側の景色、黒江湾

## 利用情報
- 開園時間 - 9-17時
- 休業日 - 月曜日（月曜祝日は開園、翌日休園）、12月1日-2月末
- 菊花展 - 10月20日-11月20日

## 所在地
〒642-0001 和歌山県海南市船尾370

## 周辺情報
- 和歌山県立自然博物館（隣接）
- 黒江の町並み（徒歩15分）
- 紀三井寺公園（徒歩15分）
- 和歌山マリーナシティ
- 藤白神社
- 長久邸